# Памятники Сталину в Ленинграде и пригородах
Памятники И. В. Сталину в Ленинграде и пригородах.

## Утраченные изображения/памятники И. В. Сталина
- Памятник И. В. Сталину перед Балтийским вокзалом

(скульптор Н. В. Томский, архитекторы Н. Ф. Хомутецкий, Б. В. Муравьёв, С. И. Евдокимов) 

Открыт 05.11.1949. Был открыт одновременно с памятником Ленину перед Варшавским вокзалом 

Постамент 5 м., «Монументскульптура». 

Демонтирован в 1961 г. по др. сведениям в конце 1950-х гг.

- Памятники И. В. Сталину в Ленинграде на Средней Рогатке

(скульптор Н. В. Томский, архитектор Б. Н. Журавлёв) 

Открыт в июне 1949 г (по др. данным 06.11.1949)

Демонтирован в конце 1950-х гг., переехал на другую сторону шоссе. 

в 1951 г. заменён постамент (архитектор Б. Н. Журавлёв)

- Памятник И. В. Сталину на Поклонной горе

(скульптор В. И. Ингал, архитектор Ю. А. Визенталь) 

Открыт 04.11.1949 г. 

Демонтирован конце 1961 г. (распоряжение Ленгорисполкома) 

Не сохранился (переплавлен). 

- Памятник И. В. Сталину в Шереметевском саду (Сад Фонтанного дома)

- Памятник И. В. Сталину на проспекте Обуховской Обороны в Ленинграде

(скульптор Н. В. Томский, архитектор Д. С. Гольдгор) 

Открыт 06.11.1949. 

Демонтирован в конце 1950-х гг.(1956), по др. сведениям в 1961 г.

- На станции метро Нарвской (проектное название «Сталинская»)

Первоначальный проект горельефа в вестибюле станции

1. Павильон станции выполнен в неоклассическом стиле с купольным завершением. Стену кассового зала должен был украсить рельефный портал с текстом:

Не исключена возможность, что именно Россия явится страной, пролагающей путь к социализму… Надо откинуть отжившее представление о том, что только Европа может указывать нам путь.— И. В. Сталин
Над эскалаторным ходом установлено панно «Слава Труду!» работы скульпторов Г. В. Косова, А. Г. Овсянникова, В. Г. Стамова и А. П. Тимченко. Собравшаяся на митинг на площади Ленина группа рабочих смотрит в центр горельефа, но там никого нет. В первоначальном варианте в центре должен был находиться Сталин.

 

2. Подземные сооружения 

На торцевой стене центрального подземного зала первоначально находилось большое мозаичное панно «Сталин на трибуне», работы президента Академии художеств А. М. Герасимова. Изначально на красочном фоне планировалось установить бюст Сталина. 

В 1961 году, после XXII съезда КПСС, панно было демонтировано, а пространство перед ним закрыто мраморной фальш-стеной. В отгороженном пространстве сначала размещался зал заседаний, позже он был переоборудован в линейный пункт машинистов депо «Автово», который и находится там до сих пор.

- Памятник-бюст И. В. Сталину у Смольного

(скульпторы В. И. Ингал, В. Я. Боголюбов 

Открыт в 06.11.1949 г. 

Демонтирован в 1956 г. (по др. сведениям в 1957). 

В 1956 г. в Ленинграде в сквере у Смольного были демонтированы парные бюсты Ленина и Сталина (спустя год демонтированный бюст Ленина был установлен на углу Большого пр. П.С. и ул. Ленина) .
- Памятник-бюст И. В. Сталину перед зданием Первого Балтийского высшего военно-морского училища (Морской пер., д. 3)

(скульпторы В. И. Ингал, В. Я. Боголюбов 

Открыт в 1949 году. 

Демонтирован в 1956 г. 

18.04.1956 на том же постаменте был открыли памятник-бюст В. И. Ленина (тех же скульпторов).

- Памятник И. В. Сталину на территории Ботанического сада (Аптекарский пр., д. 2)

(скульптор С. Д. Меркуров)
Создан в 1930-е гг. 

Демонтирован в 1956 г.

- Памятник И. В. Сталину на территории Ленинградского металлического завода им. И. В. Сталина (Свердловская наб., д. 18).

(Скульптор С. Д. Меркуров) 

созданный в 1930-е годы П. Демонтирован в 1956 г.

(существует фотография А. И. Бродского «Вид на памятнмк И. В. Сталину у одного из зданий Металлического завода им. И. В. Сталина (ЛМЗ), 1950-е гг.»).
- Памятник И. В. Сталину у входа на стадион «Динамо» на Крестовском острове (пр. Динамо, д. 44).

Демонтирован в 1956 г.

- Монумент И. В. Сталина в Солнечном (Курортный район)

Убран в 1950-е гг. 

Ни памятника ни ваз с цветами не сохранилось. 

В 2015 г. над пустующей лестницей, был установили памятный знак в честь Победы Советского народа в Великой Отечественной войне.

- Памятник И. В. Сталину в Зеленогорске перед 445-й школой (пр. Ленина, д. 2)

(скульптор В. И. Струковский) 

Материал: бетон. Установлен был в сквере перед 445-й школой. 

Заменён памятником В. И. Ленину, открытым 08.06.1969 (скульпторы В. Я. Боголюбов, В. И. Ингал и архитектор Б. Н. Журавлёв)(скульптура была перенесена сюда со Средней Рогатки).
Демонтирован в 1956 г. Также в нище у стены стояла скульптура пионера с автоматом.

- Памятник И. В. Сталину в санатории «Ёлочка» в Зеленогорске

В 1956 году был убран в сарай.

- Памятник И. В. Сталину в доме отдыха «Большевик» в Зеленогорске

- Памятник И. В. Сталину в Летнем саду в Кронштадте (у грота)

(1950–1955 гг.) 

- Памятник И. В. Сталину в здании артиллерийского класса. Кронштадт

- Совместный памятник В. И. Ленину и И. В. Сталину в Комсомольском сквере Зеленогорска

В 1940—1941 гг. и 1948—1956 гг. 

Был установлен в Комсомольском сквере Зеленогорска. 

демонтированный в рамках борьбы с «культом личности» Сталина.

- В 1952 г. в Московском парке Победы был заложен фундамент под 16-метровый памятник И. В. Сталину. памятник установлен не был. В 1995 г. на этом фундаменте открыли памятник маршалу Г. К. Жукову.

- Памятник-бюст Сталину в Павловском парке (со стороны ул. Красных Зорь)

(скульпторы В. И. Ингал, В. Я. Боголюбов) 

Открыт в 1950 г. (с левой стороны у входа в парк) 

Материал: бетон. 

Демонтирован в 1956 г.

- Памятник Сталину у входа Павловского парка

Открыт в 1952 г. (у входа в Павловский парк со стороны железнодорожного вокзала) 

Материал: бетон. 

Демонтирован в 1956 г.

- Памятник Сталину в Пушкине (у Екатерининского дворца)

Около 1950 г. 

Открыт в Пушкине рядом с Екатерининским дворцом

- Памятник Сталину в Сестрорецком курорте был в 2-х местах (перемещали)

Открыт до марта 1951 г.
- - 1-е место Лесной пансионат

- - 2-е место Курзал

- Памятник Сталину. Дача Гольденова (Сестрорецк, ул. Максима Горького, д. 20)

Дом отдыха работников политпросвещения располагавшегося в бывшей даче Гольденова / Дом отдыха «Зелёный Бор» 

Открыт до 1951 г.

- Памятник Сталину. Дача Шаповаленко (Сестрорецк, ул. Парковая, д. 16, лит. Д, современный адрес)

- Памятника И. В. Сталину на территории Дома отдыха «Связист» в Репине

- Барельеф с изображениями Ленина и Сталина на Дворце культуры имени И. И. Газа́

(скульптор декоративного фриза Л .А. Дитрих) (цемент, литьё) 

## Сохранившиеся изображения И. В. Сталина
- Барельеф на станции метро «Площадь Восстания»

(скульптор А. И. Далиненко) 

На барельефе «Выступление В. И. Ленина в Таврическом дворце»(II Съезд Советов) присутствует И.В.Сталин.

- Барельефный портрет И. В. Сталина на памятнике «Героям Краснодона»

(архитектор В. Д. Кирхоглани, скульпторы В. И. Агибалов, В. И. Мухинн, В. Х. Федченко) 

Открыт в январе 1956 г. 

На флаге памятника «Героям Краснодона» в парке Екатерингофе барельефные портреты Ленина и Сталина.

- Барельефный портрет И. В. Сталина на Триумфальных пилонах (на пересечении улиц Коммуны с Отечественной)

(архитектор В. Я. Душечкина, скульптор А. Е. Громов) 

Установлены в 1953 г. 

В начале 1960-х гг. барельефы закрыли жестяными овалами. 

Отреставрировали в 2005 г. и вернули первоначальный вид.